# Remix of a Nation
Albums de Public Enemy
How You Sell Soul to a Soulless People Who Sold Their Soul?
(2007) Most of My Heroes Still Don't Appear on No Stamp
(2012)
Remix of a Nation est un album de remixes de Public Enemy, featuring Paris, sorti le 6 novembre 2007.

## Liste des titres
| No  | Titre                     | Durée |
| --- | ------------------------- | ----- |
| 1.  | Remix of a Nation         | 2:47  |
| 2.  | Hell No, We Ain't Alright | 4:12  |
| 3.  | Rise                      | 6:45  |
| 4.  | Hannibal Lecture          | 2:18  |
| 5.  | Hard Rhymin'              | 6:11  |
| 6.  | Watch the Door            | 4:47  |
| 7.  | Invisible Man             | 3:55  |
| 8.  | Hard Truth Soldiers       | 2:40  |
| 9.  | Can't Hold Us Back        | 5:58  |
| 10. | Make It Hardcore          | 5:18  |
| 11. | Guerrillafunk.com         | 0:21  |